# Eduard Lyonel Wehner

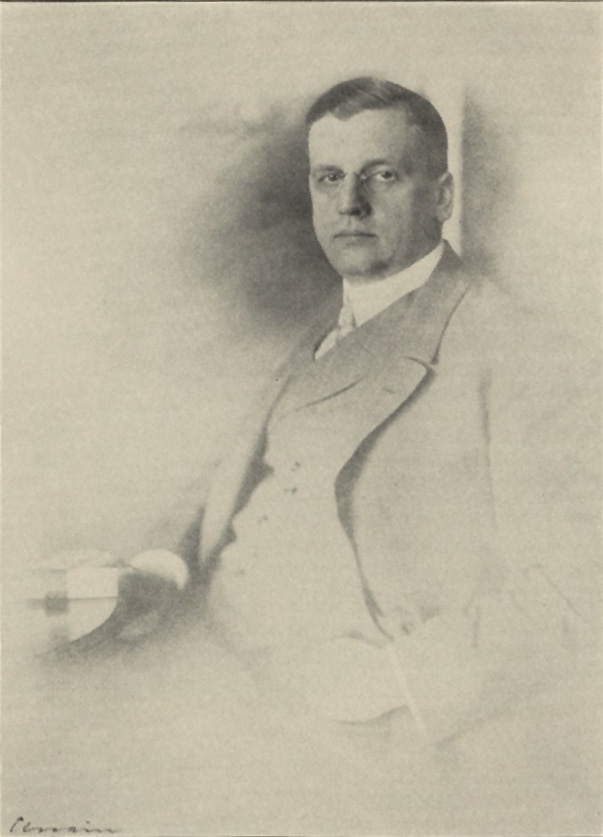
Eduard Lyonel Wehner, Foto Elnain, vor 1926

Eduard Lyonel Wehner (* 20. Februar 1879 in Rüdesheim am Rhein; † 26. August 1952 in Düsseldorf) war ein deutscher Architekt.
Er gehört zu den Architekten, die vor allem im Umfeld der GeSoLei Düsseldorf tätig, aber auch am Umbau der heute nicht mehr existierenden Brückenkonstruktion der Oberkasseler Brücke in Düsseldorf beteiligt waren. Erhalten sind von seinen Werken u. a. die Düsseldorfer Rheinterrassen, der Duisburger Hauptbahnhof und der Betriebshof Heerdt der Rheinbahn. Erst in jüngeren Publikationen (siehe Literaturverzeichnis) wird wieder auf ihn aufmerksam gemacht.

## Leben
Über den familiären Hintergrund ist wenig bekannt. Einiges weist auf verwandtschaftliche Beziehungen nach Berlin hin. Seine Schulausbildung hat er an dem Institut Bender in Weinheim (Baden) und dem Realgymnasium Mannheim absolviert. Die Hochschulausbildung erfolgte an der Technischen Hochschule Hannover und von 1898 bis 1902 an der Technischen Hochschule Darmstadt. Sein Lehrer in Darmstadt war insbesondere Friedrich Pützer. Im November 1902 legte er die Hauptprüfung für das Hochbaufach ab. Bereits im Sommersemester 1902 und dann nach dem Studium arbeitete er zunächst im Atelier Pützers in Darmstadt. Im Wintersemester 1905/1906 erhielt Wehner den Titel eines Diplom-Ingenieurs an der Technischen Hochschule Darmstadt auf der Grundlage einer prämierten Arbeit aus dem Jahre 1901, einem Entwurf für ein Oberförsterhaus im Odenwald. 1906 machte sich Wehner in Düsseldorf selbständig. Eine Zusammenarbeit mit Pützer ist 1914/1915 an der Dankeskirche in Düsseldorf-Benrath nachweisbar. 1913 bis 1916 war Wehner Lehrbeauftragter an der Kunstakademie Düsseldorf. In den 1920er Jahren war er Stadtverordneter und in der Deutschnationalen Volkspartei. Wiener bescheinigt ihm eine konservative Haltung.

## Werk
(Auswahl)
- Wohnhäuser in Darmstadt, Berlin-Nikolassee, Wohnbebauung im Bereich der Essener Straße in Düsseldorf-Pempelfort (Bauzeit unbekannt)
- vor 1910: Werkmeister-Wohnhaus der Zementfabrik Narjes & Bender in Essen-Kupferdreh
- vor 1911: Wohnbebauung an der Roßstraße in Düsseldorf-Derendorf
- 1912: Wettbewerbsentwurf für die Stadthalle Kassel
- vor 1913: Wohnhaus in Osterspai
- 1914 Landhausvilla im bergischen Stil in Velbert-Langenberg
- 1914: Wohnhaus bei Erkrath
- 1914–1915: Bauleitung beim Bau der Dankeskirche in Düsseldorf-Benrath (nach Entwurf von Friedrich Pützer)
- 1914–1915: Entwurf für das „Haus der Frau“ auf der (nicht realisierten) Großen Ausstellung Düsseldorf 1915
- 1919–1920: Gebäude in der Musterbausiedlung am Nordfriedhof in Düsseldorf
- 1920: Umbau eines Wohn- und Geschäftshauses für die Commerz- und Privatbank AG in Düsseldorf
- 1922: Wettbewerbsentwurf zum Umbau eines Hotels als Bankgebäude für die Barmer Creditbank AG in (Wuppertal-)Barmen
- 1923: Entwurf für ein Kurhotel in Assmannshausen
- 1923: Wohnhaus Reinhard in Oberhausen
- 1923: Bürogebäude bzw. Bankgebäude für die Deutsche Raiffeisenbank AG in Düsseldorf
- 1923: Mehrfamilienhaus für die Th. Goldschmidt AG in Essen
- 1923: Bautätigkeit am Erholungsheim der Th. Goldschmidt AG in (Hattingen-)Bredenscheid
- 1923: Wohnbebauung an der Ulmenstraße Nr. 176–184 in Düsseldorf-Derendorf
- 1923: Wohnhaus für Regierungsrat Paxmann in Potsdam
- 1924: Bautätigkeit für die Maschinenfabrik Benz & Hilgers in Düsseldorf
- 1924–1926: Mitwirkung am Umbau der Oberkasseler Brücke in Düsseldorf (Beseitigung der architektonischen Aufbauten der Strompfeiler von Adolf Schill)
- 1925: Entwurf für eine evangelische Kirche in Düsseldorf
- 1925: Bautätigkeit bzw. Inneneinrichtung für das Konditorei-Café Bierhoff in Düsseldorf
- 1925: Bautätigkeit bzw. Inneneinrichtung für das Automobilgeschäft Konitzky & Co. in Düsseldorf
- 1925: zwei Wettbewerbsentwürfe für die Brückenkopf-Bebauung der Deutzer Hängebrücke („Hindenburgbrücke“) in Köln
- 1925: Wettbewerbsentwurf für den Rathaus-Neubau in Bochum (nicht prämiert)
- 1926: Konditorei-Café der Düsseldorfer Konditoren-Innung auf der GeSoLei
- 1926: südlicher Hallenkomplex (mit Ladenstraße und Sporthalle) am Festplatz auf der GeSoLei
- 1926: „Vasenol-Kinderheim“ auf der GeSoLei
- 1926: Literaturkiosk der Buchhandlung Hermann Stilke auf der GeSoLei
- 1926: „Haus des Malers“ auf der GeSoLei
- 1926: Entwurf eines Pavillons für die Sektkellerei Matheus Müller auf der GeSoLei (nicht ausgeführt)
- 1926: Wettbewerbsentwurf für die Bebauung des Bahnhofsvorplatzes in Duisburg (Platzanlage mit Verkehrsführung und umgebender Bebauung) (nicht prämiert)
- 1928–1929: Betriebshof Heerdt der Rheinbahn in Düsseldorf-Heerdt
- 1928–1932: Gestaltung der Hochbauten von sechs Schleusenanlagen am Wesel-Datteln-Kanal (Friedrichsfeld, Hünxe, Dorsten, Flaesheim, Ahsen, Datteln)

## Mitgliedschaften
- Deutscher Werkbund (DWB)
- Bund Deutscher Architekten (BDA)
- Architekten- und Ingenieurverein Düsseldorf (im VDAI)
- Industrie-Club Düsseldorf